# Rweideh
Rweideh (tiếng Ả Rập: الرويضة) là một ngôi làng Syria nằm ở phó huyện Uqayribat thuộc huyện Salamiyah, Hama. Theo Cục Thống kê Trung ương Syria (CBS), Rweideh có dân số 266 trong cuộc điều tra dân số năm 2004.